# Hannah Murray
Pour les articles homonymes, voir Murray.
Hannah Murray, née le 1er juillet 1989 à Bristol, est une actrice britannique.
Elle est principalement connue pour avoir joué le rôle de Cassie Ainsworth dans la série britannique Skins. Elle joue également le rôle de Vère (Gilly dans la version originale) dans la série télévisée Game of Thrones.

## Biographie
Tegan Lauren-Hannah Murray naît dans sud-ouest de l'Angleterre à Bristol. Elle est la fille d'un professeur d'université et d'une technicienne de recherche.
Elle a étudié l'anglais au Queens' College, à Cambridge.

## Carrière

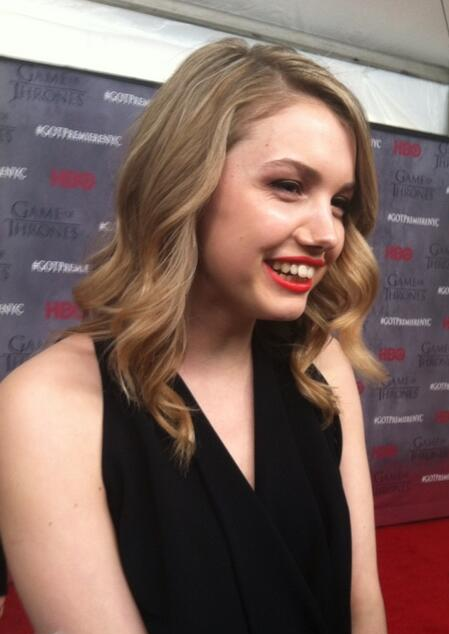
Hannah Murray à l'avant première de saison 4 de Game of Thrones en 2014.

Après avoir appris que des auditions se déroulaient dans le théâtre de sa ville natale, Hannah Murray décide de se présenter, et est alors retenue pour tenir un rôle dans la série télévisée Skins. Dans la série, elle y incarne Cassie, une adolescente rêveuse et anorexique. Hannah joue ce rôle pendant les deux premières saisons de la série en 2007 et 2008 sur la chaîne tv  E4, jusqu'à ce que la distribution originale soit remplacée par une nouvelle génération d'acteurs.
Elle a décerné la récompense du meilleur artiste solo aux NME Awards de 2007 en compagnie de Mike Bailey. 
En mai 2008, elle fait ses débuts au théâtre dans That Face ; une production dans le West End, au théâtre Duke of York's Theatre. 
En août 2008, ITV a annoncé une nouvelle adaptation du roman d'Agatha Christie : Why Didn't They Ask Evans? dans un téléfilm de deux heures dans lequel figure Hannah Murray.
Vers la fin de l'année 2009, Murray a également joué dans une adaptation d'Enda Walsh : Chatroom, réalisée par Hideo Nakata et avec comme covedette Aaron Johnson.
Début janvier 2010, Hannah est apparue dans Above Suspicion 2 : The Red Dahlia, une adaptation du roman de Linda La Plante.
En août 2011, HBO confirme la participation d'Hannah dans la saison 2 de la série Game of Thrones. 
En 2012, elle est à l'affiche du film de Tim Burton, Dark Shadows.
En 2013, elle reprend son rôle de Cassie Ainsworth pour la saison 7 de la série Skins sur la chaîne E4.
En 2020, elle incarne le personnage principal du jeu vidéo indépendant Shady Part of Me.

## Théâtre
- 2008 : That Face : Mia
- 2014 : Martine : Martine

## Filmographie

### Cinéma

#### Longs métrages
- 2010 : Womb de Benedek Fliegauf : Monica
- 2010 : Chatroom de Hideo Nakata : Emily
- 2011 : Little Glory de Vincent Lannoo : Jessica
- 2012 : Dark Shadows de Tim Burton : une hippie
- 2013 : Code ennemi (The Numbers Station) de Kasper Barfoed : Rachel Davis
- 2014 : God Help The Girl de Stuart Murdoch : Cassie
- 2015 : Lily & Kat de Micael Preysler : Kat
- 2015 : Bridgend (en) de Jeppe Rønde (en) : Sara
- 2016 : The Chosen (en) de Antonio Chavarrías (en) : Sylvia Ageloff
- 2017 : Detroit de Kathryn Bigelow : Julie Ann
- 2018 : Charlie Says de Mary Harron : Leslie Van Houten

#### Courts métrages
- 2011 : Wings de Esther Richardson : Ellie

### Télévision

#### Séries télévisées
- 2007 - 2013 : Skins[3] : Cassandra "Cassie" Ainsworth (20 épisodes)
- 2009 : Miss Marple (Agatha Christie's Marple) : Dorothy Savage (épisode 1, saison 4)
- 2010 : Insoupçonnable (Above Suspicion) : Emily Wickenham (2 épisodes)
- 2012 - 2019 : Game of Thrones : Vère (Gilly dans la version originale) (27 épisodes)
- 2020 : The Expecting : Cara McCrindell (4 épisodes)

## Distinctions

### Récompenses
- BAFTA Awards : Audience Award (TV) dans Skins
- Sundance Film Festival : World Cinema Dramatic - Prix spécial du jury de la meilleure distribution  dans God Help The Girl

### Nominations
- Festival de télévision de Monte-Carlo 2008 : nommée pour le prix de la Meilleure actrice dans une série télévisée dramatique dans Skins
- Screen Actors Guild Award 2013 : nommée pour le prix de la meilleure distribution pour une série télévisée dramatique dans Game of Thrones
- Screen Actors Guild Award 2014 : nommée pour le prix de la meilleure distribution pour une série télévisée dramatique dans Game of Thrones